# Welschtobel

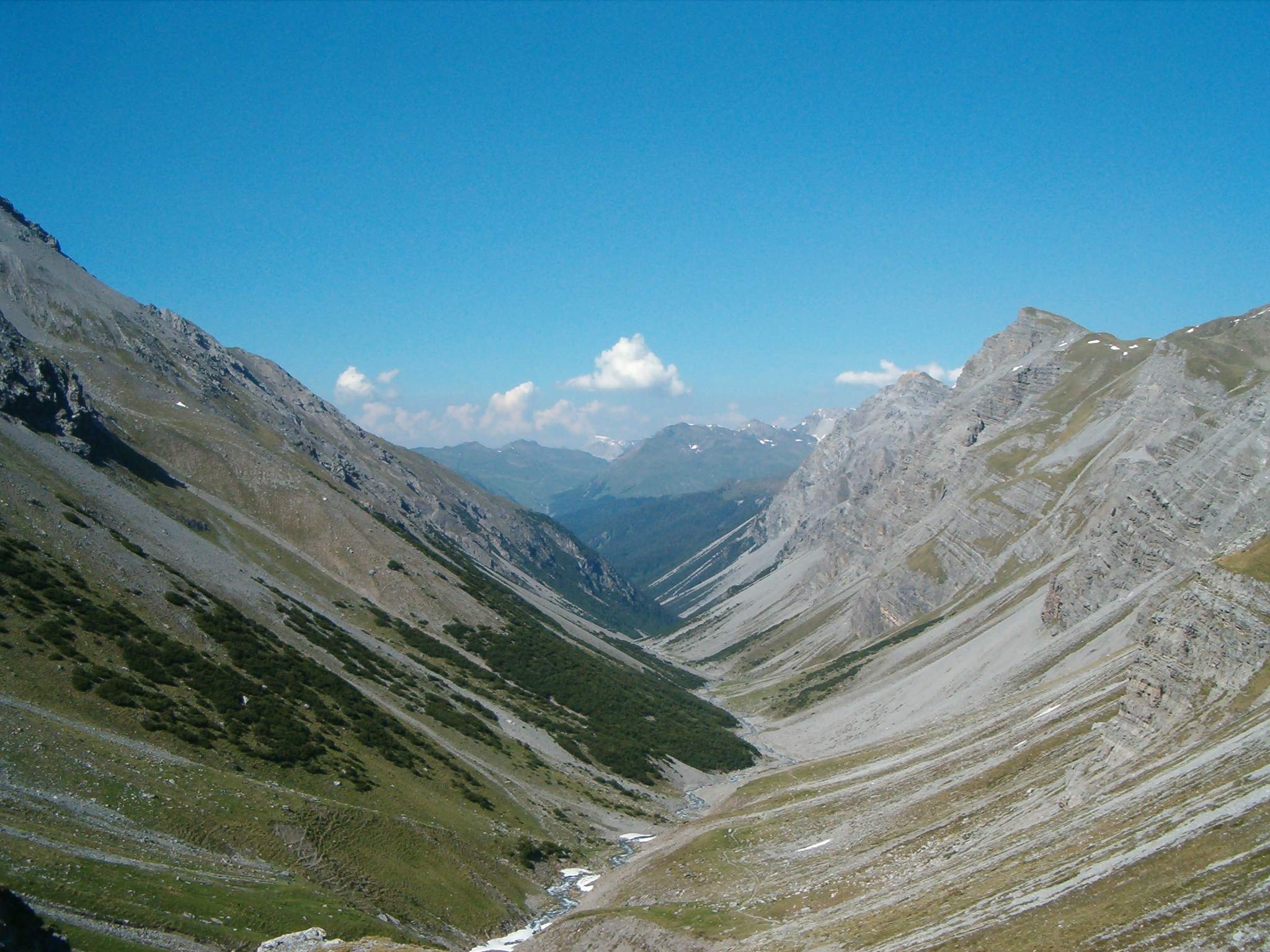
Das Welschtobel, untere Talstufe, mit Teilen der Aroser Dolomiten

Das Welschtobel (rätoromanisch Igl Cuolm) ist ein Bergtal im inneren Schanfigg im Kanton Graubünden in der Schweiz. Es gehört zum Gebiet der Gemeinde Albula/Alvra und liegt südlich von Arosa. Das Tal im Süden der Plessur-Alpen ist im Nordwesten von der Bergkette Pizza Naira-Aroser Rothorn-Schafrügg und im Südosten von der Strelakette begrenzt. Durch das Tal verläuft ein Bergweg vom Aroser Tal über die Furcletta in das Albulatal.

## Beschreibung

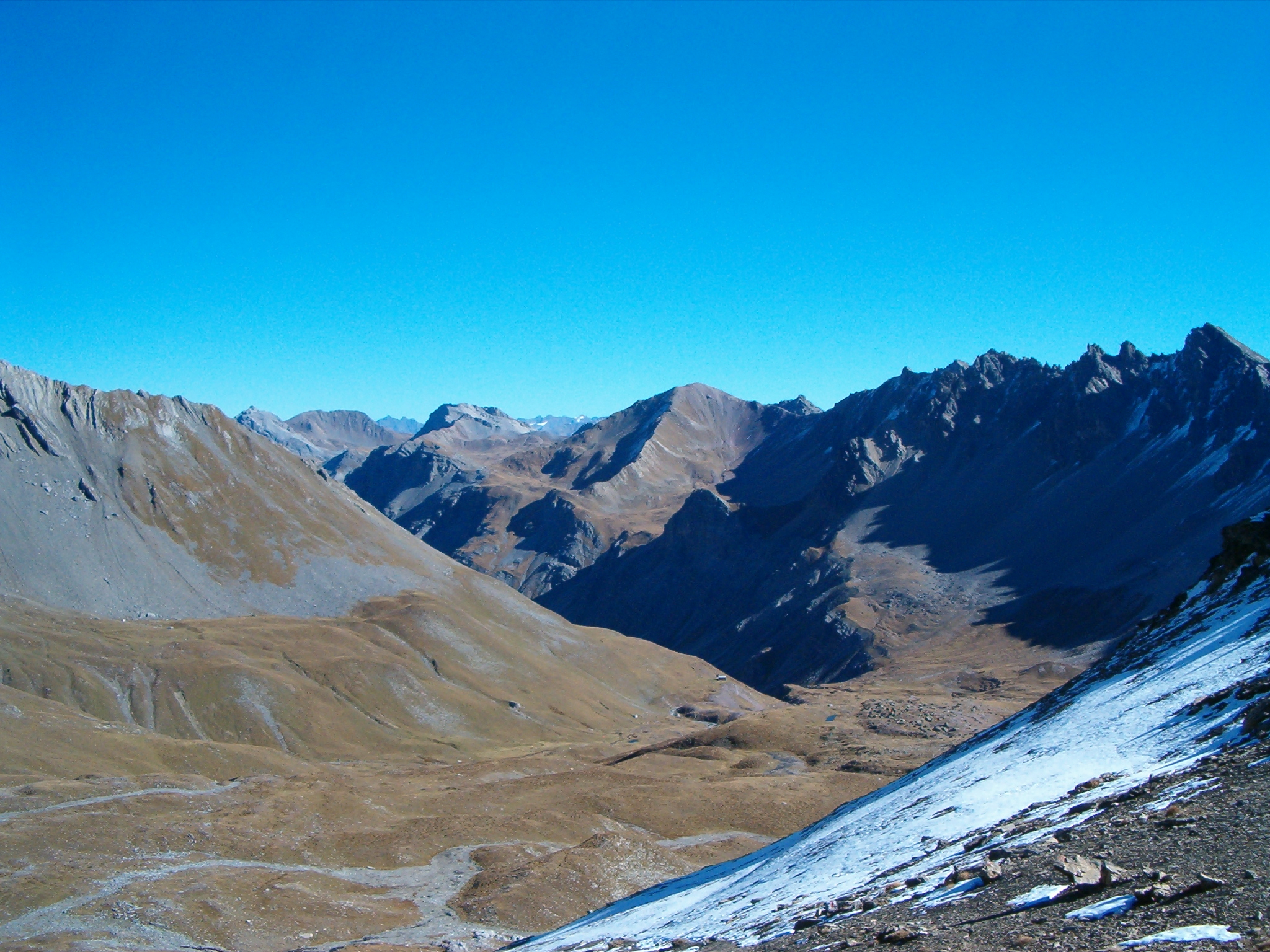
Ramoz, die obere Talstufe mit der SAC-Schutzhütte und dem trichterförmigen Abriss gegen das eigentliche Tobel in der Bildmitte

Das sieben Kilometer lange und 1315 Hektaren grosse Welschtobel weist zwei Talstufen auf. Im hinteren Drittel des Tals bildet der Talkessel von Ramoz am Fuss des Aroser Rothorns die erste, obere Stufe. Dort steht die Ramozhütte des Schweizer Alpen-Club (SAC). Die Alp Ramoz ist ein quellenreiches Weideland zwischen Moränen und Sturztrümmern. Sie wird östlich begrenzt durch den wilden Guggernellgrat, der sich in einem weiten Halbbogen von Spitzig Gretli über den Guggernell zur Furcletta erstreckt. Die linksseitige Kette Aroser Rothorn–Älpliseehorn ist durch hohe Talnischen gegliedert, aus deren Schutthalden die felsigen Grate des Älpliseehorns, des Erzhorns und des Aroser Rothorns herauswachsen. Im Zentrum des Felsenkessels liegt die Ramozhütte, Ausgangspunkt für Hochtouren in den Plessur-Alpen. 
Die untere Talstufe, die durch das steile Tobel Schiliez («Gottlob») von Ramoz getrennt ist, umfasst das vier Kilometer lange Schluchttal mit den Inneren Sandböden  und den Äusseren Sandböden. Das Kerbtal ist von beiden Seiten mit mächtigen Schutthalden bis zum Bachbett des Welschtobelbachs angefüllt und weist keinen breiten Talboden auf. Es weist kaum Weideflächen auf und wurde von den in Arosa angesiedelten Walsern wegen seiner kargen Vegetation Tüüfelschtälli (Teufelstälchen) oder ds bös Tälli genannt. Es erstreckt sich in nordöstlicher Richtung bis zur Mündung des Alteinbaches mit seinen Wasserfällen in den Welschtobelbach. Dort öffnet sich das Bergtal zum bewaldeten Tal an der Plessur unterhalb von Arosa mit dem Stausee Isel. Bei der Alteinbachmündung liegt die Gemeindegrenze zwischen Arosa und Albula/Alvra.

## Geologie
Das Welschtobel ist ein Isoklinaltal am Südostende der Aroser Dolomiten. Auf der linken Seite steigen ostalpine Dolomite und Schiefer bis zum Grat, auf der rechten Talseite im vorderen Teil Triasdolomite und -schiefer steil zur Leidflue an. Im oberen Teil herrschen Verrucano, Sandsteine und Schiefer vor, deren Erosion gerundete Bergformen und Mulden schuf. Die Senke der obersten Talstufe ist von Moränenmaterial bedeckt, wohingegen im unteren Teil des Welschtobels von beiden Seiten aus Runsen und Tobeln Schutt und Gesteinstrümmer das Tal überschütten. Trotz der starken Erosion gelingt es einer pionierhaften Pflanzenwelt, sich in diesem unwirtlichen Gelände festzusetzen.

## Erschliessung

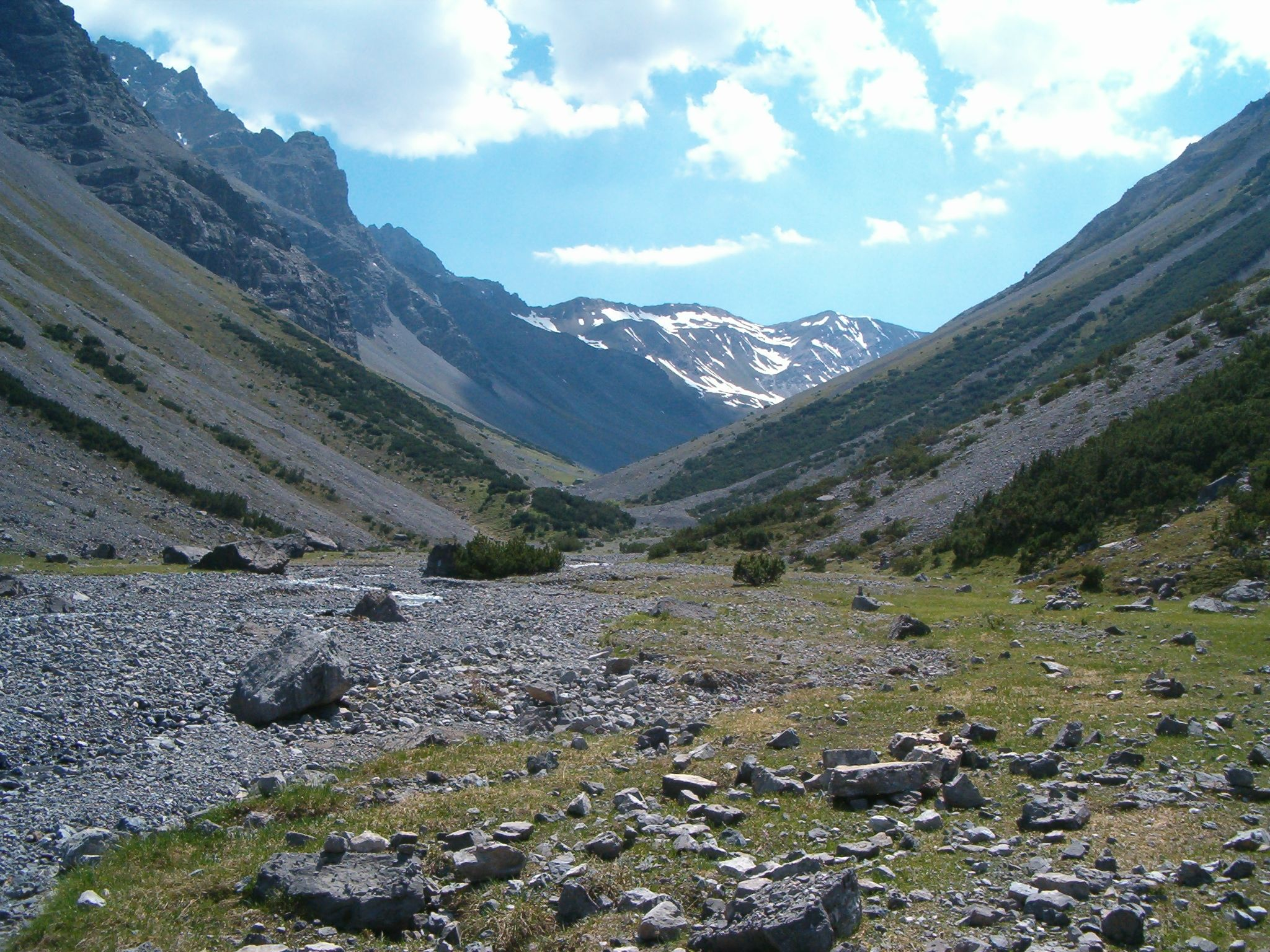
Innerer Sandboden

Seit 1889 besteht der Wanderweg von der Isel über die äusseren und inneren Sandböden via Schiliez bis auf die Furcletta, den Übergang ins Albulatal (von den Walsern Chrüz genannt, T2). Der Pfad führt anfangs dem ausgedehnten Schotterfeld des Welschtobelbachs entlang, bevor er in südwestlicher Richtung in das von steilen Hängen flankierte lange Haupttal einbiegt. Dort steigt er aus dem Talboden am linksseitigen Hang durch Fichten-, Lärchen- und schliesslich Legföhrenwald, der mit Birken durchmischt ist. Mehrmals ist der Weg von steilen Schuttrunsen unterbrochen, die von den Hängen des Schafrüggs herausbrechen. Im Bereich der sogenannten grossen Rüfe verstärkte sich die Erosion so stark, dass im Sommer 2013 von Freiwilligen eine 30 Meter lange Hängebrücke erstellt werden musste. Die wilde gegenüberliegende Nordwestwand der Leidflue macht dem Namen dieses Berges alle Ehre. Ab Ramoz führt der Weg rechts vom Welschtobelbach über einen flachen Rücken und südöstlich des kleinen Ramozsees in einer kurzen Steigung zur Furcletta. 
Weitere Wegrouten führen von Ramoz aus als Alpine Route über den Erzhornsattel zum Schafälpli (T4) und – heute nicht mehr markiert – via Murterus-Leidfluefurgga nach Altein Tiefenberg (T4).

## Geschichte

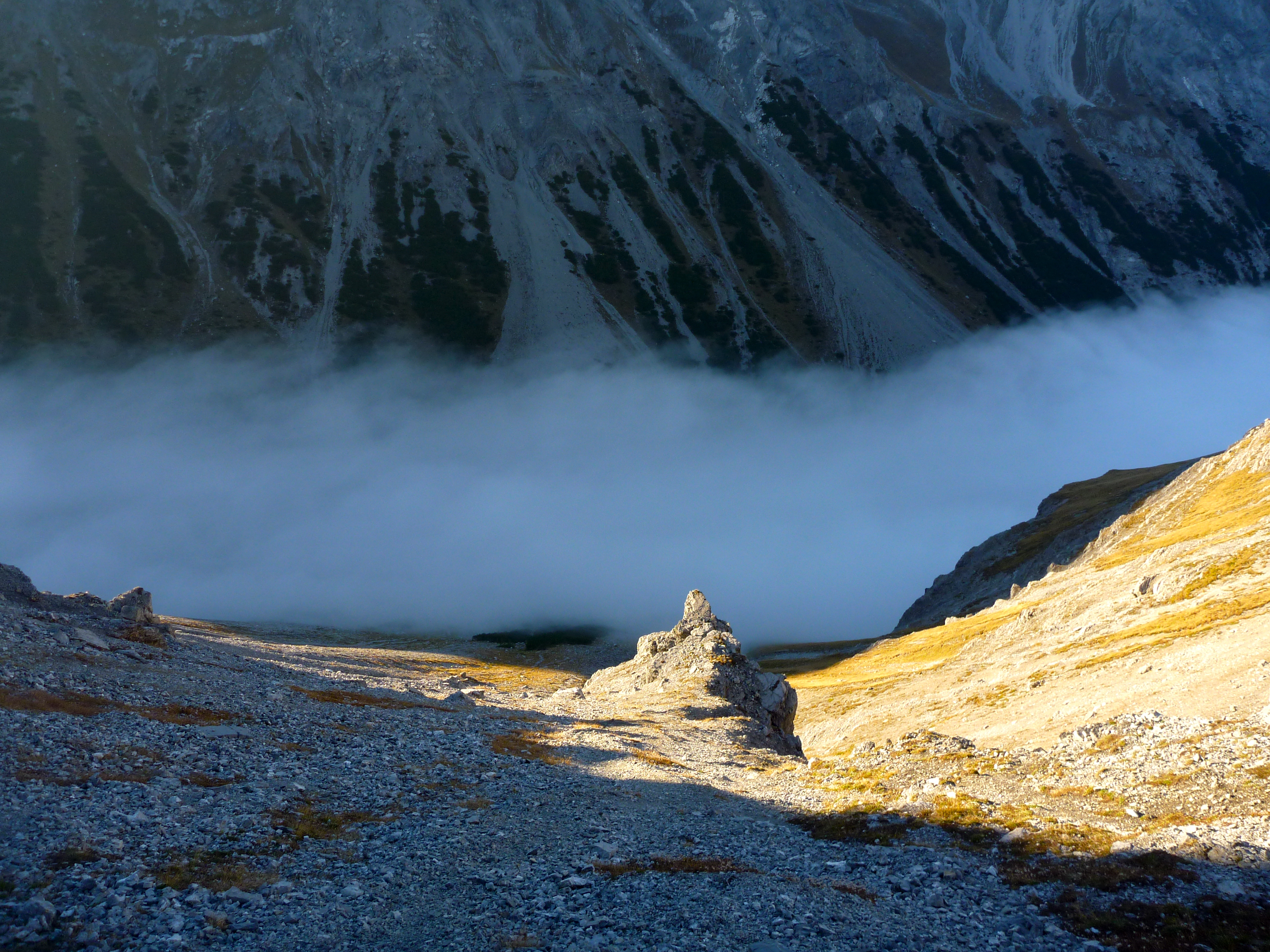
Welschtobel mit Nebelschwaden, von Murterus gesehen

Bis Ende des 14. Jahrhunderts gingen die zwei Talstufen des Welschtobels geschichtlich getrennte Wege. Ramoz war im Besitz der Freiherren von Vaz und der Grafen von Toggenburg. Um 1450 wurde es dem Gericht Inner Belfort zugeschlagen, und im Jahre 1480 ging es an Alvaneu über, bei dem es bis heute geblieben ist. Das Welschtobel im engeren Sinn, also die untere Talstufe, gehörte ursprünglich ebenfalls den Freiherren von Vaz. Nach der Gründung des Grosshofes Araus (Arosa) zu Beginn des 14. Jahrhunderts wurde es als Erblehen der dortigen Walserkolonie übertragen. 
1481 verkauften die Aroser Bergbauern das Tüüfelschtälli für 25 Pfund ihren Nachbarn aus dem Albulatal. Da die Alvaneuer rätoromanisch (welsch) sprachen, nannten es die Walser bald nur noch das Welschtobel. Dieser Umstand war Ende 1938 mitentscheidend, als bei der Einführung des Grundbuches in Arosa die erneut aufgeworfenen Frage der territorialen Zugehörigkeit des Welschtobels definitiv zugunsten von Alvaneu entschieden wurde. Der sprachgeschichtliche Hintergrund zeigt sich auch heute noch am auffälligen Wechsel zwischen deutschen und romanischen Flurnamen wie Sessels, Gamschtälli, Val Mierta (Tottälli) oder Schaftälli (Cuolm digl Stoffel). Das Welschtobel beziehungsweise die Alp Ramoz wird bis heute von Alvaneu, das seit 2015 zur Gemeinde Albula/Alvra gehört, als magere Galtviehalp genutzt. 
1879 wurden im Rahmen von Wiederansiedlungsversuchen im Welschtobel Steinböcke ausgesetzt. Pläne zum Bau eines Stausees oder zur Realisierung eines Strassentunnels zwischen Arosa und Alvaneu wurden nicht verwirklicht.